# Grzepnica
Grzepnica [ɡʐɛpˈnit͡sa] (Đức Armenheide) là một ngôi làng ở quận hành chính của Gmina Dobra, trong vòng County Police, Zachodniopomorskie, ở tây bắc Ba Lan, gần với Đức biên giới. Nó nằm khoảng 4 kilômét (2 mi)   phía bắc Dobra, 12 km (7 mi) về phía tây của Cảnh sát và 17 km (11 mi) phía tây bắc của thủ đô khu vực Szczecin.
Trước năm 1945, khu vực này là một phần của Đức. Đối với lịch sử của khu vực, xem Lịch sử của Pomerania.